# Александровка (Чамзінський район)
Алекса́ндровка (рос. Александровка, ерз. Александровка) — присілок у складі Чамзінського району Мордовії, Росія. Входить до складу Мічурінського сільського поселення.

## Населення
Населення — 6 осіб (2010; 11 у 2002).
Національний склад (станом на 2002 рік):
- росіяни — 64 %
- мордва — 36 %